# Pic d'Escorbes
El Pic d'Escorbes és una muntanya de 2.788,9 metres d'altitud del terme municipal d'Alins, a la comarca del Pallars Sobirà, al límit dels àmbits dels pobles de Tor i Àreu.
És molt al nord de Tor i a llevant d'Àreu, a migdia del Pla de Baiau. És al nord-est del Pic de Palomer, al nord-oest dels Estanys de Baiau i al sud-oest dels Estanyets de Baiau.